# The Real Housewives of Beverly Hills
The Real Housewives of Beverly Hills (RHOBH) is een realityserie die sinds 14 oktober 2010 wordt uitgezonden op de Amerikaanse zender Bravo. Het is onderdeel van de The Real Housewives franchise. De serie concentreert zich op de persoonlijke en professionele levens van verschillende rijke vrouwen die in of rondom Beverly Hills, Californië wonen.

## Cast
De cast van housewives wisselt per seizoen. Hoofdpersonages die o.a. te zien zijn in de serie zijn Kyle Richards, Lisa Rinna, Erika Girardi, Dorit Kemsley, Garcelle Beauvais, Sutton Stracke, Crystal Kung Minkoff and Diana Jenkins.